# Poliomintha
Poliomintha es un género con doce especies de plantas con flores perteneciente a la familia Lamiaceae. Es originario de Norteamérica.

## Especies
| - Poliomintha bicolor - Poliomintha bustamanta - Poliomintha bustamenta - Poliomintha conjunctrix - Poliomintha dendritica - Poliomintha glabencens' | - Poliomintha greggii - Poliomintha incana' - Poliomintha longiflora - Poliomintha maderensis - Poliomintha marifolia - Poliomintha mollis |